# Луківка (зупинний пункт)
Лу́ківка — пасажирський залізничний зупинний пункт Рівненської дирекції Львівської залізниці.
Розташований у селі Луківка, Ковельський район, Волинської області на лінії Сарни — Ковель між станціями Ковель (27 км) та Повурськ (6 км).
Станом на 2025 рік, щодня одна пара приміського поїзда прямує за напрямком Ковель-Пасажирський — Сарни.

## Галерея

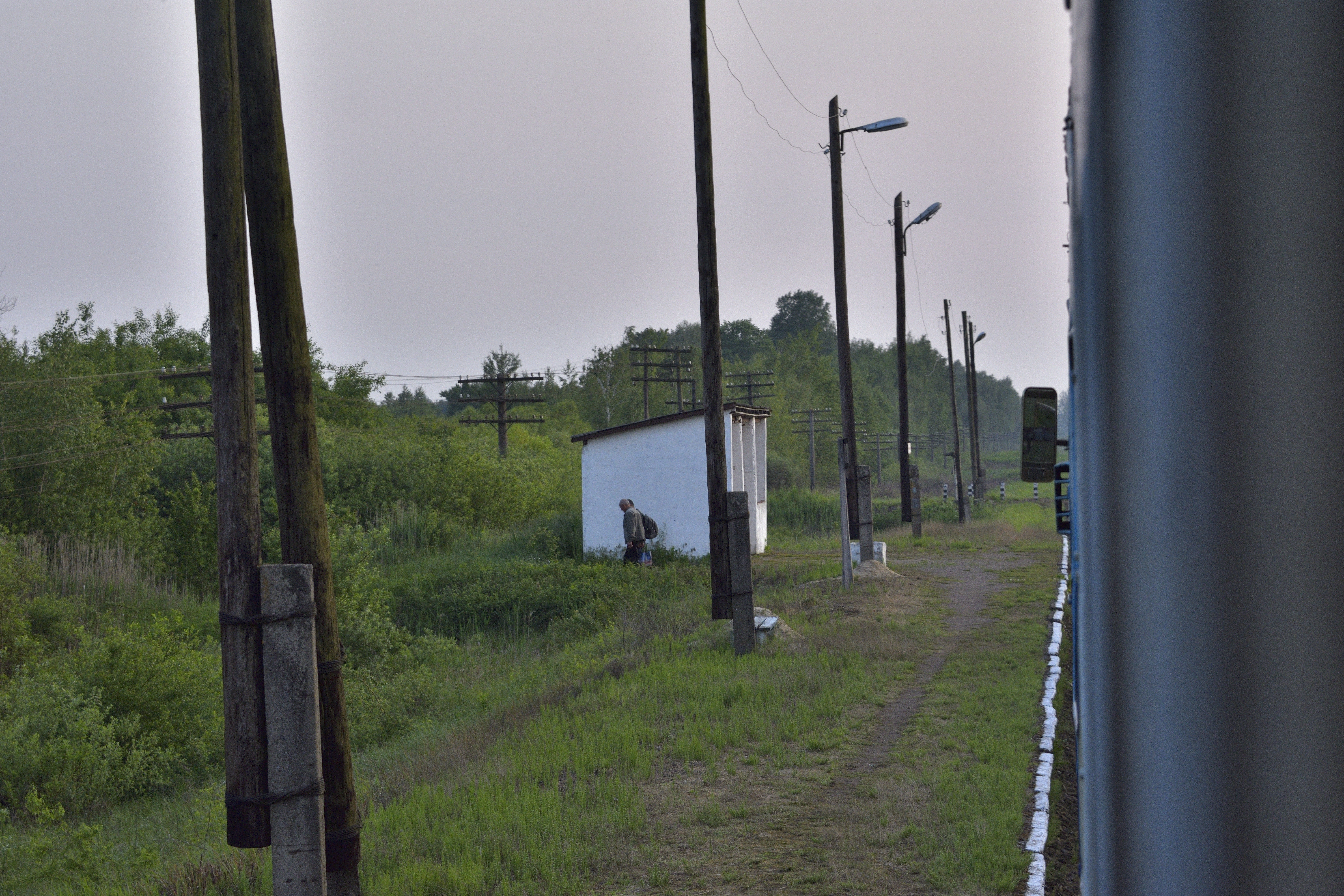
Вид на платформу